# Guillermo Newbery
Guillermo Sebastian Newbery (znana również pisownia nazwiska jako Newberry; ur. 9 maja 1898 w Córdobie) – argentyński lekkoatleta, uczestnik Igrzysk Olimpijskich 1924 oraz pięciokrotny medalista lekkoatletycznych mistrzostw Ameryki Południowej.
Zawodnik zdobył łącznie pięć medali na lekkoatletycznych mistrzostwach Ameryki Południowej: dwa złote – w biegu na 110 metrów przez płotki (1924) i w rzucie oszczepem (1927), dwa srebrne – w dziesięcioboju (1924, 1926) i jeden brązowy – w rzucie oszczepem (1924). Ponadto Newbery zdobył również złoty medal w biegu na 110 metrów przez płotki i srebrny medal w pięcioboju na nieoficjalnych lekkoatletycznych mistrzostwach Ameryki Południowej w 1922 roku.
Podczas Igrzysk Olimpijskich w Paryżu w 1924 roku uczestniczył w biegu na 110 metrów przez płotki, a także wraz z Félixem Escobarem, Otto Dietschem i Camilo Rivasem w sztafecie 4 × 100 metrów. Biegu na 100 metrów przez płotki Newbery nie ukończył, natomiast sztafeta argentyńska odpadła już w pierwszej rundzie, plasując się na 3., ostatniej pozycji w swoim biegu eliminacyjnym.